# The Calico Dragon
The Calico Dragon és un curt d'animació estatunidenca, en color, de la sèrie dels Happy Harmonies (Metro Goldwin Mayer) dirigida per Rudolf Ising, estrenada el 1935.

## Argument
Una nena llegeix el conte de "la Princesa i el Drac" als seus ninos de drap. Les joguines de drap cobren vida i van a lluitar contra un drac malvat de tres caps, també de drap. En el moment de vèncer-lo, es descobreix que tot era fruit d'un somni de la nena.

## Comentaris
Aquesta pel·lícula és considerada per Russel Merritt & Jb Kaufman com una imitació de la Silly Symphonies (Disney) Al país de la cançó de bressol (1933).

## Nominacions
- Oscar al millor curt d'animació 1936 per Rudolf Ising i Hugh Harman.